# Верхні Леканди
Верхні Леканди́ (рос. Верхние Леканды, башк. Үрге Ләкәнде) — присілок у складі Аургазинського району Башкортостану, Росія. Входить до складу Нагадацької сільської ради.
Населення — 72 особи (2010; 82 в 2002).
Національний склад:
- башкири — 65%
- татари — 35%